# Guttenbrunn (Gemeinde Heidenreichstein)
Guttenbrunn (früher auch Gutenbrunn) ist ein Ort und Katastralgemeinde der Stadtgemeinde Heidenreichstein im nordwestlichen Waldviertel mit 32 Einwohnern (Stand 1. Jänner 2024).

## Geographie
Guttenbrunn grenzt im Norden an die Katastralgemeinden Haslau und Wolfsegg der Stadtgemeinde Heidenreichstein. Im Südwesten von Guttenbrunn liegt die Katastralgemeinde Gebharts in der Stadtgemeinde Schrems, im Süden an die Katastralgemeinde Eulenbach in der Gemeinde Vitis und im Südosten an die Katastralgemeinde Edelprinz in der Gemeinde Waidhofen an der Thaya-Land.
Die mit 570 m ü. A. höchste Erhebung liegt im Hirschfeld, einer Flur im Südosten. Am 1. April 2020 umfasste die Ortschaft 22 Adressen.

## Geschichte
Guttenbrunn wurde 1784 eine eigene Katastralgemeinde und wurde der zur selben Zeit wieder errichteten Pfarre Seyfrieds zugeordnet. Im Jahr 1822 wurde der Ort als Dorf mit 13 Häusern genannt, das nach Seyfrieds eingepfarrt war, wohin auch die Kinder eingeschult wurden. Die Herrschaft Schrems besaß die Ortsobrigkeit, übte die Landgerichtsbarkeit aus, besorgte die Konskription und hatte die Grundherrschaft inne. 1850 konstituierte sich Guttenbrunn gemeinsam mit Wolfsegg zur Gemeinde Wolfsegg. Laut Adressbuch von Österreich waren im Jahr 1938 in Guttenbrunn ein Gastwirt und drei Landwirte mit Ab-Hof-Verkauf ansässig. Mit 1. Jänner 1976 erfolgte die Eingemeindung nach Heidenreichstein.